# Margaret Boden

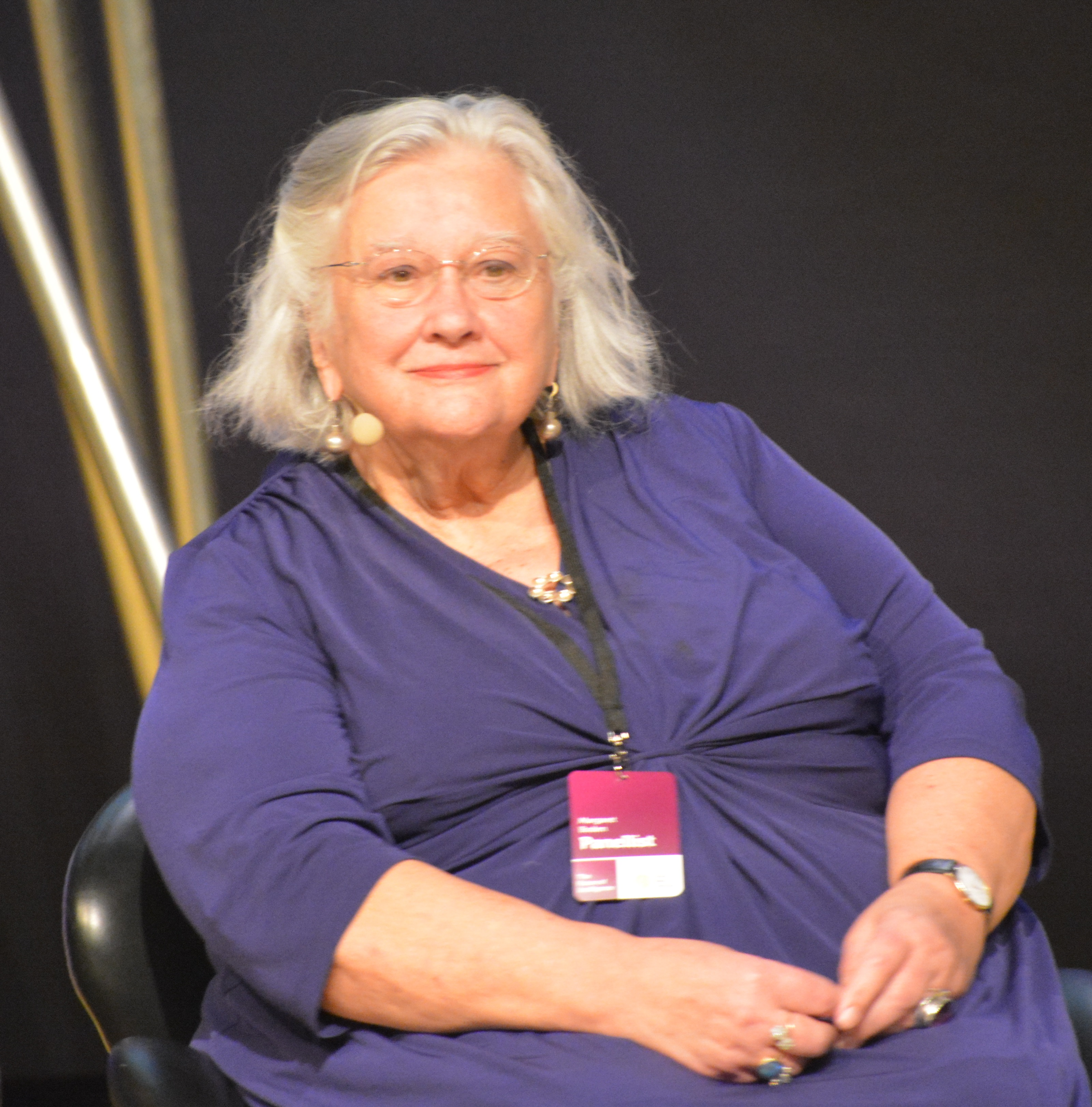
Margaret Boden (2015)

Margaret Ann Boden (* 26. November 1936 in London; † 18. Juli 2025 in Brighton) war eine britische Kognitionswissenschaftlerin und Autorin von Büchern über Künstliche Intelligenz und deren Zusammenhang mit Philosophie und Psychologie (Kreativität) bis hin zur Kunst.

## Leben
Margaret Boden besuchte die City of London School for Girls und studierte an der Universität Cambridge (Newnham College) unter anderem Medizin und Naturwissenschaften und Philosophie. Sie wurde an der Harvard University 1968 in Sozialpsychologie promoviert. Boden war ab 1959 Lecturer in Philosophie an der University of Birmingham und ab 1965 an der University of Sussex, wo sie 1980 Professorin für Philosophie und Psychologie wurde und 1987 Gründungsdekanin der School of Cognitive Science and Computing Science (COGS) war. Sie war dort seit 1997 Forschungsprofessorin für Kognitionswissenschaft.
Von 1962 bis 1964 war sie Harkness Fellow in Harvard.
Sie war Fellow der AAAI und der British Academy, Mitglied der Academia Europaea (1993) und OBE. Von 1993 bis 1996 stand sie dem Rat der Royal Institution vor. Sie erhielt den ACM-AAAI Allen Newell Award für 2017 und den Barwise-Preis für 2019.

## Schriften
- Artificial intelligence and natural man, 1977, 2. Auflage, Basic Books 1987
- Piaget, Fontana 1985 (Fontana modern masters)
- Computer Models of mind : computational approaches in theoretical psychology, Cambridge UP 1988
- The Creative Mind: Myths and Mechanisms, 1990, 2004
  - Deutsche Übersetzung: Die Flügel des Geistes : Kreativität und künstliche Intelligenz, München: Artemis und Winkler 1992 (Taschenbuch: dtv 1995. ISBN 342330457X)
- Herausgeberin: The philosophy of artificial intelligence, Oxford UP 1990
- Herausgeberin: Artificial Intelligence, Handbook of perception and cognition, Academic Press 1996
- Mind as Machine: A History of Cognitive Science, Clarendon Press, 2 Bände, 2006
- Creativity and art. Three roads to surprise, Oxford UP 2010
- AI, Its Nature and Future, Oxford UP 2016